# Federazione di baseball della Croazia
La Federazione croata di baseball (hrv. Hrvatski Baseball Savez) è un'organizzazione fondata nel 1986 per governare la pratica del baseball in Croazia.
Organizza il campionato di baseball croato, e pone sotto la propria egida la nazionale maschile.